# 김갑순
김갑순(金甲淳, 일본식 이름: 金井甲淳가나이 고슌, 1872년 5월 22일 ~ 1961년 6월)은 대한제국과 일제강점기의 관료이자 일제강점기와 대한민국의 기업인, 자본가이다. 어려서 고아가 되었으나 부를 축적하여 충청남도 공주 지역의 부호로 성장했으며, 일제강점기에 조선총독부 중추원 참의를 지냈다. 공주군, 논산군, 아산군, 노성, 대전 등지에 대규모의 땅을 소유하고 있었으며, 1930년말 대전시내의 3분의 2가 한때 김갑순의 땅이었다. 교육자 윤치오의 사돈이기도 했다.
어려서 아버지와 형을 잃고 공주군청의 관노로서 잔심부름하다가 충청남도관찰사의 첩과 의남매를 맺게 되어 그 인연으로 1900년 초 내장원의 하급 관료로 발탁돼 1902년 부여군수가 된 뒤 노성군수와 공주군수, 임천군수, 김화군수 등을 역임하고 1910년 공주군수로 다시 부임하였으며, 한일합방 직전 종2품 가선대부에 이르렀다. 이후 관직 생활 중 땅 투기, 세금 횡령 등을 이용해 거액의 재산을 모은 것으로 알려져 있다. 1910년 10월 한일병합조약 이후에는 아산군수를 잠시 지냈다가 사퇴, 토지를 사들여 대지주가 되고 공주, 논산 일대의 황무지를 개간, 소택지 매입 등으로 시장을 만들고 자동차 사업, 수리 사업 등을 하여 재산을 모았다.
1932년에는 김갑순 소유의 땅으로 충청남도청이 이전하면서 김갑순은 지가 상승으로 막대한 부를 얻게 되었다. 경성에 갈 때 절반은 남의 땅을, 절반은 자기 땅을 밟고 다녔다는 전설도 있다. 유성온천의 개발 초기 투자자 중의 한 사람이었으며, 일제강점기와 대한민국 초기의 공주 지역의 갑부로서 이름을 날렸다. 또한 김갑순은 부인이 10명이였다. 공주 출신. 본관은 김해이고 호는 동우(東尤)이다. 본명은 순갑(淳甲)이었으나 고종이 갑순이라는 이름을 하사하였다.

## 생애

### 초기 활동

#### 불우한 유년기
김갑순은 1872년(고종 9년) 5월 22일 충청남도 공주군 계룡면 구왕리에서 사후 증 통정대부에 추증된 김현종과 그의 부인 밀양박씨의 둘째 아들로 출생하였으나 아버지를 일찍 여의었다. 본적지는 공주군 공주읍 죽동(竹洞) 245번지였다. 태어날 때의 그의 이름은 순갑(淳甲)이었다. 아버지 김현종은 훗날 김갑순이 출세하면서 증 통정대부와 증 가선대부에 추증되었다. 그의 집안은 몰락한 양반 가문이라는 설과 천민이었다는 설이 있다. 1884년 12세에 아버지 김현종과 형이 일찍 죽어서 어머니가 국밥집과 행상을 하여 형제들을 돌봤다. 곧 그가 사실상 가장이 되었다.
국밥 장사를 하던 그의 어머니는 유명한 지사가 당대의 발복지라고 말하는 것을 듣고 자신의 가재를 털어 어느 묘자리를 사들였다. 김갑순의 모친은 남편을 이곳에 묻었다. 그 후 김갑순은 40대 후반에 당대 충청도 제일의 갑부로 꼽혔다고 한다. 그의 종교는 불교였고 취미는 노래하기로 일제강점기에 편찬된 조선공로자 연감에는 그의 취미가 성악으로 나타나 있다.
10대 초반 시절부터 공주 감영의 사또 요강 청소 담당으로서 일하였다. 그는 초년에는 공주 감영에서 관노로 일하는 보잘것없는 신분이었으나 우연한 기회에 의남매를 맺은 여인이 충청감사의 첩이 되어 그를 후견하는 행운으로 1899년 충청남도 감영의 아전으로 관직 생활을 시작했다. 성리학도 배우지 못하였고 소학교조차 다니지 못하였지만 그는 관료 생활 중 독서하여 한글과 한자를 스스로 깨우쳤다.

#### 공주감영, 충청남도 감영 아전 생활
공주군청의 관노로 생활하던 어느날 공주읍내 투전판의 노름꾼을 잡으러 갔다가 저자거리에서 불한당에게 강간당할 위기에 몰린 어떤 여자를 사력을 다해 구했다. 이때 이 여자는 그 사람의 됨됨이가 비범함을 보고 이 인연으로 그 여자와 의남매를 맺게 되었다. 그 후 얼마 지나지 않아 나중에 이 여자가 충청남도 관찰사의 첩으로 들어간 뒤 그 연줄로 충청남도 관찰부의 아전이 되었다. 충청남도 관찰사부의 아전으로 재직 중 그는, 충청남도 감영으로 당시 충청남도 관찰사를 면회하러 온 허름한 행색의 한 선비를 만나게 되었다.
초라한 선비가 딱하여 사연을 물으니 그는 어릴 적 절친한 친구였던 충청남도 감사를 만나러 왔으나 귀찮고 별 볼일 없는 친구라고 판단한 충청남도 관찰사가 면담을 거부하여 빈손으로 돌아가게 되었다. 그에게는 과년한 딸아이가 있어 혼사를 치르게 되었는데 가세가 빈한하여 혼수를 준비할 수 없어 세월을 보내다가 혼기가 꽉 차서 할 수 없이 옛 친구였던 충청남도 관찰사에게 재정과 관련해 도와 달라고 하러 왔다가 만나 주지 않아 돌아간다는 이야기였다.
이것을 안타깝게 여긴 김갑순은 측은히 여겨 자신이 가진 피륙과 엽전을 혼수에 보태라고 나귀에 실어 보냈다. 1년 후, 당시 그 선비가 탁지부(호조의 후신)의 고관으로 발탁되면서 그날의 은혜를 갚고자 김갑순을 경성으로 불러들였다.

### 청년기

#### 관직 생활
이어 총순(摠巡)으로 있다가 이용익의 눈에 들어 내장원(內藏院)의 봉세관(捧稅官)으로 발탁된 후 1900년(광무 3년) 8월 2일 충청북도 관찰부 주사(忠淸北道觀察府主事) 판임관 8등(判任官八等에 임명되었으나 8월 27일 사퇴했다. 그해 9월 25일 고종은 충청북도 관찰부 주사 판임관 8등에 재임명하였으나 2개월만인 11월 20일 사퇴하였다. 그 뒤 충청남도 봉세관으로 나갔다가 고속으로 승진하여 1901년(광무 4년) 6월 17일 6품으로 승진하고 그해 6월 20일 대한제국 중추원 의관 주임관 6등(奏任官六等)이 되었지만 9월 20일 사퇴했다. 1901년 10월 11일 내장원봉세관에 재임명되었다가 11월 21일 중추원 의관에 재임명되고 중추원 의관으로 내장원 봉세관을 겸임하여 다시 내장원 봉세관이 되었다. 징세하는 직위인 봉세관으로 있을 무렵부터 재산을 모으기 시작했다. 그리고 그 모은 돈으로 군수 자리를 하나 사서는 그 위세를 이용해 돈을 다시 긁어모았다 한다.
1902년(광무 5년) 3월 12일 고종을 면담한 후,고종은 의정부찬정 겸 내무대신 이건하(李乾夏)에게 명하여 그의 이름을 갑순이라 지어 주었다. 그때까지 그는 순갑이라는 이름을 썼었다. 이것은 승정원일기에 기록되어 있다.
1902년 3월 1일 부여군수(扶餘郡守) 주임관 6등(奏任官六等)으로 부임하였고 부여군수 부임 직후인 4월 19일 고종의 특명으로 순갑(淳甲)에서 갑순(甲淳)으로 이름을 고쳤다. 그해 5월 27일 통훈대부로 승진하였다. 이후 충청남도독제관(忠淸南道督制官)이 되었다가 1903년 4월 16일 관리서 주사직을 겸직하였다. 그해 6월 29일 노성군수(魯城郡守) 주임관 6등(奏任官六等)으로 부임하였다. 노성군수로 재직 중 다시 충청남도 관찰사부 봉세관을 겸임하였다. 김갑순이 노성군수로서 봉세관을 겸임할 때 연산군에 있는 선희궁(宣禧宮) 소유의 궁장 터 수천 마지기의 토지를 매부인 하치관에게 맡겼는데 하치관은 궁장 터의 소작료를 한 마지기당 벼 한 섬씩 초과 징수하여 차액을 착복하였다. 또, 친위영 군대의 양식을 마련하려는 군영 농지의 사음도 매부에게 맡겨, 법정 세액 외에 터무니없는 소작료를 받아내 백성의 원성을 샀다.
1904년(광무 7년) 6월 28일 겸임하던 충청남도관찰사부 봉세관직을 사퇴하였다. 그해 8월 22일 온성군수(穩城郡守)로 부임하였다.

#### 공주 금의환향과 관료 생활

김갑순, 1910년 무렵

1905년(광무 8년) 5월 21일 노성군수에 재임명되었다가 그해 6월 22일 임천군수(林川郡守) 주임관 6등(奏任官六等) 등을 지내고 통정대부로 승진, 1905년 12월 25일 종2품으로 다시 승진하였다. 1906년 1월에는 가선대부로서 다시 승진하였으며, 그해 7월 19일 공주군수가 되었다. 그러나 그가 공주로 부임하자 공주군 출신 사대부들은 그를 멸시하였다. 당시 대한매일신보 기사를 보면, 본래 '공주 관노' 출신인 김갑순인 출세하여 공주군수로 금의환향하자 공주군의 사대부들과 아전들은 "문벌이 깨진 세상이기는 하나 어찌 세칭 사대부로서 관노 따위에게 '칭소인'(稱小人)'을 하고 굽실거릴 것인가"라고 하면서 파업에 돌입하였다. 김갑순은 그들에게 적절한 선물과 회유로 다스렸다.
김갑순은 공주 씨 양반들이 견제하고 시샘하는데도 1년 이상 공주 군수직을 무리 없이 수행하였을 뿐만 아니라 이임할 때는 충청남도 관찰사로부터 내무부 표창을 품신받기까지 했다. 1906년 10월 1일 공주군수로 재직 중 주임관3등(奏任官三等)으로 서임되고, 1907년(융희 1년) 이후 노성군수와 그해 12월 31일 주임관 2등(奏任官二等), 1908년(융희 2년) 2월 10일 김화군수(金化郡守) 주임관2등(奏任官二等), 1909년 7월 18일 충청남도 사무관, 1909년 11월 29일 아산군수(牙山郡守) 등을 거쳐 1910년(융희 4년) 한일 합방 직전 공주군수가 되었다. 그는 하급 관직과 군수 벼슬 등을 거치면서 거금을 모았으며, 봉세관 시절과 6개 군에서 군수를 지내면서 세금을 공공연히 횡령했다. 30년이 흐른 뒤에는 '조선 제일의 땅부자'로 불릴 정도로 갑부가 되어 있었다. 관권을 이용해 치부한 데다가 사전에 개발 정보를 입수하고서 집중해 매입한 대전 지역의 땅이 철도 건설 이후 차츰 교통의 요지가 되는 행운이 겹치면서 맨손으로 출발했으나 쉽게 돈을 불려서 당대에 큰 부자가 될 수 있었다. 이 과정에서 일제와도 열렬한 정성을 들여 결탁했다. 1910년 10월 한일병합조약이 체결되자 관직을 사퇴하였다.

### 일제강점기 활동

#### 한일병합 직후

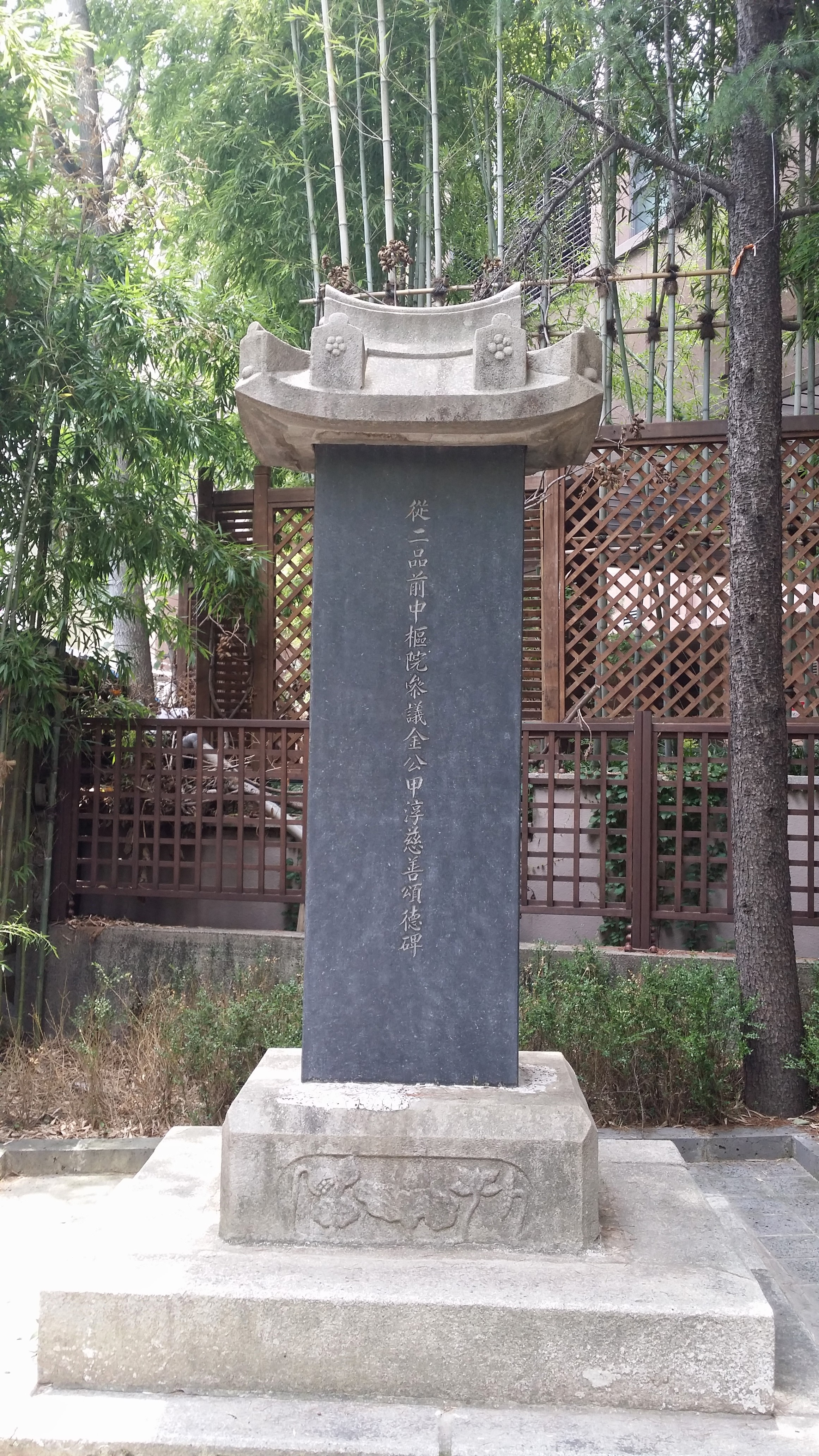
유성온천의 최초 여관인 유성온천장 자리에 세워진 유성호텔 인근 유성온천공원내 깁갑순 송덕비

1910년(융희 4년) 10월부터 그는 공주군을 중심으로 주변 지역의 노선을 개설, 자동차운수업을 하여 자금을 모았다. 재력을 쌓은 그는 공주군과 인근 지역의 토지를 매입하였다. 1911년 아산군수로 임명되었으나 곧 사퇴했다. 1911년부터 그는 대전극장(大田劇場), 공주극장(公州劇場), 논산극장(論山劇場) 설립에 돈을 투자해 영화 관람객이 많이 몰리면서 돈을 벌어들이게 되었다. 또한 경성부의 국일관(國一館)에도 돈을 투자하였다. 1914년 충청남도 참사(參事)에 임명되었다가 곧 사퇴하였다.
관직에 물러나서는 재임 시절에 맺어둔 인맥을 총동원해 개발 정보를 사전에 입수하거나 조선총독부 당국으로부터 인허가권을 특혜받는 방식으로 사업을 확장했다. 그러나 조선총독부 측의 조선인 차별이 나타나면서 그는 공직에 투신하게 된다. 이후 김갑순은 읍회원, 면협의원, 충남 도회원, 도농회 부회장, 우성수리조합장, 중추원 참의 등의 공직을 역임하였는데 그 이유는 각종 공직 활동을 이용해 형성된 연줄 망을 매개로 '로비'나 '진정'과 같은 뒷거래 정치나 민원 해결 활동을 전개하거나 각종 인허가나 금융상·세제상 특혜를 획득하기 위해서였다. 1920년 충청남도 도평의회 의원에 당선되었고 1921년에는 대전온천의 개발에 참여하였으며, 그해 대전온천주식회사 사장이 되어 유성온천의 개발 사업에도 참여하였다. 또한 대전생산주식회사(大田生産株式會社)를 설립하고 사장이 되었다.
단군을 숭배하는 연기군 지역의 금강대도 신도가 경찰에 체포당해 수십 명이 구금당하고 이 중 여러 명이 감옥에서 죽은 사건도 김갑순이 밀고해서 일어난 것으로 알려져 있다. 김갑순은 금강대도교가 설치한 단군성전을 압수한 후 건물을 헐어버리고 조선총독부 역대 총독의 사진을 진열한 열전각(列傳閣)을 건립하여 참배하도록 강요했다. 자재는 옮겨다가 자신 소유의 호텔을 짓는 데 사용했다. 그밖에 자선사업에도 출연하여 공주구제원장을 맡아보기도 했다.
또한 대형 목선 25척으로 연결해야만 지나다닐 수 있던 공주 산성교에 콘크리트-석재 교각을 건설하는데 그는 비용을 기부하고 인력을 지원하였다. 이때 자동차까지 통행할 수 있도록 교폭을 견고하고 넓게 확보했다고 공주군지에 기록되었다. 땅 투기로 최대의 갑부가 된 김갑순은 산성교의 가설에 큰 돈을 내놓기도 했다.

#### 사회 단체 활동과 토지 매입
1920년 충청남도 도평의원(道評議員)에 출마하여 당선되었으며, 1921년 중추원참의에 선임되었다. 이후 공주읍 읍회의원에 2선 되고 충청남도 도평의회 의원에 4선 되었다. 1926년 충청남도농회 부회장, 1927년 조선농회 통상위원회 위원에 피선되고 공주군 우성수리조합長에 선출되었다. 1929년에는 조선박람회 충청남도지부 평의원이 되었다.
관직에서 물러난 이래 꾸준히 국민협회 등 관변 단체에서 활동하며 중추원의 참의를 지냈고 특히 [[중일 전쟁
일중전쟁]] 발발 이후에는 다른 친일파들처럼 더욱 적극으로 나서 국민정신총동원조선연맹, 국민총력조선연맹, 흥아보국단과 조선임전보국단 등 전쟁을 지원하려고 조직된 각종 친일 단체의 임원을 맡았다. 1935년 총독부가 편찬한 《조선공로자명감》에 조선인 공로자 353명 중 한 명으로 수록되어 있다. 1920년대에는 공주군의 부군면협의회 선거에서 공주군 군협의회 의원에 당선되기도 했다. 그는 자신의 돈과 빽, 인맥을 배경으로 조선인 부자들의 돈을 끌어들이거나 자동차 사업, 유성온천 개발에 많은 투자자를 끌어모으기도 했고 대전, 논산, 공주에 세운 영화 극장에 관객이 몰렸으며, 식산은행의 대출금으로 토지조사사업 과정에서 나온 값싼 매물들을 집중해 매입했다.
1920년대에는 자동차 회사 겸 택시, 운수업을 하는 공주운수를 설립하여 운영하였으며, 공주를 중심으로 하여 각 방면에서 버스, 택시, 화물 운송 등 운수업의 영업권을 획득, 도로가 각지에 개통되면서 대중교통도 확산되어 돈을 벌게 되었다.

#### 땅투기와 충청남도 도청 이전
1920년대 후반부터는 충청남도 도청이 대전 지역으로 옮겨진다는 정보를 입수하고서 식산은행에서 저리로 돈을 빌려 대전역 주변의 땅을 사들였다.
충청남도의 작은 군의 하나였던 대전은 철도가 개설되고 관공서가 들어서면서 도시 개발 바람이 불기 시작하였다. 바로 이 점에 착안하여 그는 일찍부터 대전에 집중으로 땅 투기를 시작하였다. 한편 충청남도 도청이 대전으로 이전된다는 소문이 돌자 그는 1932년부터 대전 지역 유지들을 동원, 충남도청을 공주서 대전으로 이전하는 데 성공하였다. 도청이 대전 시내 그의 땅으로 옮겨지면서 그의 땅값은 치솟았고 이 일로 그는 마침내 떼돈을 거머쥐게 되었다. 1전~2전 주고 산 땅이 하루아침에 100원 이상으로 껑충 뛰게 되었다. 1932년 10월 충청남도 도청이 공주에서 대전으로 이전될 때 그의 땅에 도청사가 지어지면서 막대한 보상금을 받아 부를 축적하였다. 그는 이 돈으로 공주군과 논산군 주변의 토지를 매입하였다.
1930년말 그가 공주, 논산, 대전 지역에 소유한 땅은 3,371정보(1정보는 3,000평)로, 평(坪)으로 환산하면 약 10,110,000평 정도였다. 이 중 대전시내에 있던 그의 땅만 총 220,000평으로서 1930년 당시 대전부내 전체 토지의 40%가 그의 소유였다 한다.
1932년 김갑순이 회갑을 맞이했을 때 축하 시문을 보낸 사람들의 면면을 보면 당시 지방 유지들의 뒷거래 정치 혹은 이것을 위한 줄서기와 편짜기가 얼마나 광범위하게 이루어지는지를 엿볼 수 있다. 회갑 때 들어온 시문을 편집한 《동우수집》(1937년)이라는 책에는 구한말의 고관대작들을 비롯하여 정우회 총재, 내무성 경보국장, 경시총감, 중의원, 대의사, 총독부 비서관, 도지사, 도경찰부장, 도세무감독국장, 법원장, 군수, 경찰서장 등 전현직 관료 100여 명의 이름이 촘촘이 올라 있다.

#### 태평양 전쟁 무렵
1938년 6월 국민정신총동원조선연맹의 조직에 개인으로 참여한 후 7월 19일에는 국민정신총동원조선연맹의 상담역에 위촉되었다. 이후 조선신문사를 인수하여 사주가 되었지만 신문사는 1941년 진주만 공습으로 경영난을 맞아 타인에게 넘기게 된다. 1941년에는 임전보국단 조직에 참여하였다.
1940년 10월 16일 국민총력조선연맹의 결성에 참여하고 총력연맹 평의원이 되었으며, 1941년 10월 22일 조선임전보국단 이사로 피선되었다. 그는 일제강점기 후반 충남도도평의회의원(忠南道評議會議員)에 피선된 후 중추원참의(中樞院參議)에 다시 피선되었다. 한편 그는 공주 금강에 최초로 자비를 들여 인도교를 개설하기도 했고 공주-조치원간 도로가 개설되었을 때와 공주-논산간, 천안-서산간 도로가 개통되었을 때 최초로 시운전해서 화제가 되기도 했다.
그는 성인이 될때까지 생존한 자녀 5남 4녀를 모두 세도가의 자녀들과 결혼하게 한 남다른 인맥 관리 기술도 유명하다. 내장원경을 지낸 김윤환, 박영효의 심복으로 도지사를 지낸 이규완, 윤치호의 사촌 동생인 윤치오, 이완용의 손자 이병길 등 이름난 친일파들과 두루 사돈으로서 관계했다.
그의 회갑때 들어온 회갑 축하 시문을 편집한 책인 《東尤壽集(동우수집)》(1937)에는, 구한말의 대신급 고관대작들과 일본인 사회단체 임원, 총독부 내무국 경보국장, 일본 정부 경시총감, 중의원 대의사, 총독부 비서관, 도지사, 도경찰부장, 도세무감독국장, 법원장, 군수, 경찰서장 등 전현직 관료 100여명, 그리고 漢詩를 지을줄 알았던 유생 200여 명 등이 명단에 올라있을 정도로 성대하게 치루었다. 또한 그는 역대총독열전각 건립에 자신의 사재를 기부하였다.

### 광복 이후

#### 광복 이후
광복 이후인 1949년 1월 반민족행위특별조사위원회에 체포되었으나 반민특위 해체로 별달리 처벌받지 않았다. 공주군 출신이던 국회의원이자 반민특위 위원 김명동(金明東)은 고향에서 전해지는 각종 정보를 폭로하고 김갑순을 반민특위에 추가로 기소하려 했다. 그러나 김갑순 쪽 사람들은 김명동을 매장하게 하려고 억지로 술을 먹이고는 돈을 호주머니에 넣기도 했다. 그해 4월 11일 대법원에서 재판받았지만 그는 고령을 이유로 병보석으로 나왔다.
석방되고서 김갑순은 자신을 체포해 기소하고 자신의 조사관을 맡은 제헌의회 국회의원 김명동에게 당한 모욕을 씻는다면서 1950년 5월의 제2 대 민의원 총선거에 아들 둘(김종석, 김종락)과 손자 김승태를 공주 갑구, 을구와 대전 유성구에 국회의원에 출마하게 했다. 아들 김종석은 공주갑구, 손자 김승태는 공주을구, 아들 김종락은 대전에 입후보하게 했지만 모두 낙선했다. 1950년 6월 25일 한국 전쟁 당시 가족은 모두 피난하게 했지만 김갑순은 미처 피난하지 못했다. 깁갑순은 대전시까지 내려온 조선인민군에게 체포돼 인민재판에 회부된 후 처형될 위기에 처했지만 한때 자신이 데리고 있던 마름의 아들이 그 조선인민군 부대의 장교로 있어서 기적처럼 목숨을 건졌다.

#### 생애 후반
한때 조선 제일의 땅 부자였던 김갑순은 당시 공주의 상징이자 자부심이었다 한다. 만년에 이르러 김갑순이 대전으로 이사하던 날 공주의 촌로들은 "당신이 떠나시면 공주는 망합니다. 영감님, 못가십니다!"라며 길을 막았다 한다.
김갑순은 늘 입버릇처럼 '민나 도로보데스'(모두가 도둑놈들) 또는 다 도둑놈들이다, 다 날강도들이다, 라고 반복해서 말했는데 1982년 김갑순의 일대기를 찍은 MBC 드라마에서 민나 도로보데스, 다 도둑놈들이야, 라던 김갑순의 발언이 공중파를 타면서 1980년대 내내 유행어가 되기도 했다.
만년에 김갑순은 1949년 농지개혁, 1953년 화폐개혁 그리고 자손들과 친인척 간 재산 분쟁과 소송 등으로 토지를 잃었다. 그러나 죽기 직전까지 김갑순의 수중에는 3371정보(1정보 3000평)의 토지가 있었다. 무일푼의 머슴으로 사회에 발을 들인 김갑순은 해방 이후 1949년 이승만 정권의 농지개혁으로 땅값이 하락했고 한국전쟁 직후에는 1953년 화폐개혁 등으로 몰락했지만, 죽던 때도 토지 3371정보를 소유한 대지주였다. 1961년 6월에 죽었다.
죽은 뒤 김갑순의 상여 행렬을 보려고 모여든 사람이 인산인해를 이루었고 길가에 나와 있는 사람들에게 인절미를 나눠주려고 떡살 수십 가마를 쪘다 한다. 상여를 뒤따르는 만장만도 수백 장에 문상객만 해도 까마득하게 늘어섰다 한다. 김갑순의 빈소에 찾아가 절하려고 하루, 이틀 정도 대기하는 사람들도 있었다고 한다. 향년 89세를 一期로 죽었다.

### 죽은 뒤
김갑순의 장례식은 외부에 알려지지 않았으나 성대하게 치러졌고 충청남도 공주군 계룡면 구왕리 용산부락에 안장되었다. 김갑순의 무덤 앞에는 사당 복락정(復樂亭)과 김 씨의 자선송덕비가 있었고 김 씨의 무덤 주변에는 2000년대까지 아버지 김현종, 어머니 밀양박씨, 장남·손자의 무덤이 인근에 있었다. 한편 맨손으로 가세를 일으켜 大토지 3371정보를 소유한 김 씨의 이력은 화제가 되어 1982년에는 MBC 방송에서 특집 《거부실록》(평일 밤 9시 방영)을 방영할 때 김 씨의 일대기는 그해 3월부터 7월까지 방송된 공주갑부 김갑순 편에 방송되었다.
김갑순의 집안은 김 씨가 죽은 뒤 몰락했으나 2005년 성명을 밝혀지지 않은 손녀가 공주, 연기, 부여에 위치한 김 씨의 땅 일부를 찾아간 사실이 있다.
2002년 발표된 친일파 708인 명단과 2008년 민족문제연구소에서 친일인명사전에 수록하려고 정리한 친일인명사전 수록 예정자 명단, 2009년 친일반민족행위진상규명위원회가 발표한 친일반민족행위 705인 명단에 포함되었다.
김갑순의 무덤 앞에는 '가선대부 행공주군수 김공갑순지묘'라는 비석이 세워졌다. 김갑순의 묘소 앞에 있던 사당 복락정은 아무도 돌보지 않아 2000년대 무렵에는 흉가처럼 방치되다가 파손되었다. 그 후 파손된 복락정 잔해와 함께 오석으로 된 자선송덕비만 현전한다. 2012년께 김갑순의 아버지 무덤을 비롯한 가족 무덤은 공주군에서 다른 곳에 있던 김 씨의 어머니인 밀양박씨의 무덤 근처로 이장되었다. 김갑순의 아버지 유골은 화장하여 김 씨의 어머니 무덤 옆에 안장하였고 다른 자손들의 무덤 몇 基도 화장하여 그 근처에 뿌려졌다 한다.

## 사상과 신념

### 민나 도로보데스
김갑순이 입에 달고 산 '민나 도로보데스', 곧 모두가 도둑놈이라는 말은 현대까지도 유효하다. 김갑순의 '이 말의 이면'에는 사람답고 어른다운 어른을 향한 갈구가 담겨 있다. 김갑순은 해방 이후에도 친일 행적 내지는 소극적 협력을 숨기고 자신의 무용담을 자랑하면서 살던 그때의 사람들을 보고서 환멸하고 조소하였다.

### 근검절약
땅 투기, 세금 횡령 등으로써 거액을 축재했다고 알려져 있다. 그러나 김갑순은 그 재산을 어느 정도 모은 뒤에도 아끼고 또 아꼈다고 한다. 제법 살만한 집이 있는데도 세 가지 이상의 반찬은 상에 놓지 않았고 기운 옷을 입거나 오줌도 되도록 자기 집에서만 누는 등 행동하였다. 김갑순은 자손들이 쌀밥 한 알이라도 밥그릇에 붙이지 못하게 했다.
또 김갑순은 권력을 이용해 치부하거나 고리대로 돈을 끌어모으거나 모질게 소작료를 받아내 토지를 확대 재생산했다. 끼니를 거르던 장터 국밥집의 아들이었던 김갑순은 대전, 논산, 공주 등지에 대규모 토지를 소유하게 되었다.
그밖에도 김갑순은 특히 자녀 대부분을 김윤환, 이병길, 윤치오 등 당시 재력가와 당대 유력자의 자녀들과 정략결혼을 하게 했다. 이것은 자신의 재산을 지키려는 보신책이기도 했다.

### 부의 규모
김갑순은 경성에 갈 때 절반은 남의 땅을, 절반은 자기 땅을 밟고 다녔다는 전설도 있다. 이재에 밝아 세도가와 친분을 맺고, 인맥과 이권을 이용해 막대한 돈을 벌어 자동차 운수업, 유성온천 개발 등으로 다시 일약 거부로 중추원 참의까지 벼락출세했다. 돈을 끌어모으는 데 재주가 있었던 그는 일명 '화폐 제조기'라고도 불렸다.
토지 1,500정보를 소유하고 경영했던 大지주 김갑순은 공주 지역에만 마름 최소 40여 명과 소작인 2천여 명을 거느렸다. 김갑순은 마름들과 소작인들이 평균 수확량 이상으로 생산하면 그것은 그대로 마름들과 소작인들이 갖도로 했다. 마름들과 소작인들은 자기 땅처럼 작물을 최대한 많이 생산했다.
1949년까지 김갑순의 토지는 총 3,371정보 즉 10,110,000평이었고 충청남도청이 들어오기 전인 1930년말까지 대전 지역에만 김갑순은 토지 220,000평을 소유하고 있었다. 그러나 김갑순이 죽은 뒤 김 씨의 손자들 중에는 토지 문제로 소송에 휘말려서 유산으로 상속받은 토지를 대부분 잃기도 했다.

### 처세술
공주군청 관노로 있을 때 김갑순은 궂은일을 도맡았다. 조선 왕조의 사또는 밖에 있는 화장실에 들락거리는 일이 귀찮으면, 방안에다가 요강을 갖다 놓고 여기다가 용변했다. 그러면 아랫것들이 이 요강의 똥과 오줌을 수시로 비우고 씻어 두었다. 평론가 조용헌이 공주 현지 노인에게 들은 증언에 의하면, 김갑순은 '하루에도 7회에서 8회씩 사또의 방안을 들락거리면서 이 요강 씻었는데 부지런한 태도와 성실한 자세를 보였다. 겨울이 되면 놋쇠 요강을 씻어 자기 품안에 안고 있다가 사또 방안에 갖다 두는 재치가 있었다. 사또 궁둥이가 놋쇠 요강에 닿을 때 차갑지 않게 하려는 배려였다.' 한다.
김갑순은 겨울에 눈이 오면 새벽부터 감영 마당에 쌓인 눈을 부지런히 쓸었다. “갑순아! 이리 와서 화로에 손을 녹였다가 쓸어라!” “아닙니다 나으리. 이거 마저 쓸겠습니다.” 이렇게 성실하니 상전에게 인정받을 수밖에 없었다. 요강 당번이 최하층 천민의 더러운 일이지만, 바꿔 생각하면 상전들과 대면 가능한 기회이기도 했다. 이렇게 상전에게 인정받아서 김갑순은 공주감영의 아전(衙前)이 될 수 있었다고 한다. 천민이, 말단 9급일지라도, 공무원이 된다는 것은 노예가 시민권을 딴 것과 같은 셈이다. 김갑순은 자신이 공무원 월급을 타면 상전에게 모두 상납할 만큼 잘 처세했다. 자신은 부스러기 부수입으로 생활했으니 상전이 볼 때 ‘저놈은 참 기특하고 사람 되었다’였다.

## 가족 관계
땅 부자로 알려진 김갑순은 처는 알려진 것만 10명이였다. 10번째 처가 1980년대까지 살아서 공주 장터에서 국밥집을 하였다 한다. 아들 김종석은 대한민국 정부 수립 후 판사를 역임한 법조인이었다.
- 증조부 : 김인식 (金寅植)
- 생부 : 김현종 (金顯宗, ? - 1885년 4월)
- 생모 : 밀양 박씨 (密陽 朴氏, ? - 1914년 2월)
  - 형 : 요절 (? - 1885년)
  - 누이 : 김해 김씨 (金海金氏)
  - 매부 : 하치관 (河致寬)
- 부인 : 우숙경
- 부인 : 김씨 (金氏)
  - 아들 : 김종석 (金鍾奭, 1899년 - ?, 법조인)
  - 자부 : 김학필 (金學筆. ? ~ 1932년, 김윤환의 딸)
    - 손자 : 김승태 (金昇泰, 1920년 2월 3일 - 2001년 12월 24일)
    - 손자 : 김영태 (金永泰, 처음 이름은 기태(基泰))
    - 손자 : 김성태 (金成泰)

  - 자부 : 이절자 (李節子, 이규완의 딸)
  - 딸 : 김정자 (金正子, 1909년 - ?)
  - 사위 : 윤명선 (尹明善, 1900년 9월 1일 - 1946년 2월 21일, 윤치오의 아들)
    - 외손자 : 윤일구
    - 외손자 : 윤오구

  - 아들 : 김종락 (金鍾樂, 1912년 - 1979년 10월)
    - 손자 : 김경태 (金京泰)
    - 손자 : 김영태 (金英泰)
    - 손자 : 김유태 (金有泰)

  - 아들 : ? (요절)
  - 딸 : 김옥자 (金玉子, 1914년 - ?)
- 부인 : ?
  - 아들 : 김종탁 (金鍾澤, 1912년 - ?)
    - 손자 : 김한태 (金漢泰)
    - 손자 : 김석태 (金碩泰)
    - 손자 : 김완태 (金完泰)

  - 딸 : 김봉자 (金鳳子, 1914년 - ?)
  - 아들 : 김종하 (金鐘河, 요절)
  - 아들 : 김종환 (金鍾煥, 1919년 - ?)
    - 손자 : 김광태 (金光泰)
    - 손자 : 김민태 (金民泰)
    - 손자 : 김형태 (金亨泰)
- 부인 : ?
  - 아들 : 김종기 (金鍾埼, 요절)
  - 딸 : 김송자 (金松子, 1924년 - ?)
  - 아들 :김종소 (金鍾素 또는 金鐘昭, 1925년 - ?)
  - 자부 : 우봉 이씨 (牛峰 李氏), 이병길의 딸
    - 손자 : 김수태 (金水泰)
    - 손자 : 김흥태 (金興泰)
    - 손자 : 김원태 (金源泰)
- 첩 : ?
  - 딸: 김씨, 덕수 이씨 가문으로 출가
- 사돈: 윤치오
- 사돈: 윤보선, 사위 윤명선의 사촌
- 사돈: 윤치소
- 사돈: 김윤환 (金閏煥, 1870년 ~ 1936년)

## 거부 실록 김갑순
1982년 연출한 고석만(高錫晩)과 창작한 김기팔(金起八)은 당대의 부자들을 취재하던 중 공주군의 갑부 김갑순을 취재하려고 그 후손들을 수소문하였다. 그러나 김갑순의 후손들은 인터뷰를 거부하거나 피했다. 어렵게 설득한 끝에 김갑순의 손자들 몇 명을 설득하여 김갑순이 국밥집 아들, 군청 관노에서 충청남도의 재산 소유 제1 위의 거부가 된 배경을 드라마로 촬영할 수 있었다.

## 민나 도로보데스
대한민국 제 5공화국이 ‘정의사회 구현’을 소리 높여 외치던 시절에 발생했던 사건으로서 '더 큰손은 청와대'라는 소문이 꼬리를 물었다. 당시 절찬리 방영됐던 TV드라마인 '거부실록'에서 공주 갑부 김갑순이 내뱉은 '민나 도로보데스(모두가 도둑놈들!)'라는 일본 말이 大유행할 정도로 여론이 악화했다. 김갑순이 생전에 즐겨하던 민나 도로보데스라는 말은 당시의 부패상에 비견되어 大유행어가 되기도 했다.

## 기타
공주시내 공주의료원 쪽에서 한일당 다리를 건너 공주사대부속고등학교 방향으로 가는 길 왼편에 大通寺址 幢竿支柱가 보이고 대통사지 오른편에 김갑순이 지은 양옥과 일본식 다다미방을 개량한, 김 씨의 집이 2008년까지 남아 있었다.
김갑순은 일제강점기 농지 약 1,500여 정보를 소작 경영하였는데 김 씨는 도지료 대신 수확량을 철저히 검사하고서 추수 후 절반 소작료 지불로 계약해 생산물의 반은 자신이 차지하고 절반은 경작자가 차지하게 했다. 생산량이 많더라도 절반 이상은 가져가지 않았다. 따라서 경작자들은 별 반발 없이 오히려 많은 양을 수확했다 한다. 당시 김갑순의 토지는 공주군 내 각면을 비롯하여 대덕군, 예산군 등지에 산재했었는데 대략 30~40여 명, 혹은 50여 명이었고 공주 주변 읍면 1개에 최소한 1, 2명 정도의 소작인이 있었다 한다.
한편 명당에 어머니의 무덤을 써서 충남 지역 三군수(노성군수, 아산군수, 공주군수)와 기타 지방관을 지냈다는 전설이 공주군 계룡면 지역에 전해진다.
충청남도 논산군 상월면(당시 노성군 지역)에는 1904년에 건립된 군수 김갑순 청덕선정비 그리고 월오면(月午面) 면민이 세운 군수 김갑순 애민청덕선정비가 세워져 있다. 공주 시내 야산의 암벽에도 김갑순의 성명을 새긴 선정비가 하나 있다. 공주시 동학사 근처 야산 암벽에도 암벽의 일부를 평평히 깎고 여기에 공주군수 김갑순 선정비라고 새겨 두었다.

## 같이 보기
- 국민협회
- 조선총독부 중추원
- 조선임전보국단
- 윤치오
- 윤명선
- 윤치호

## 김갑순을 연기한 배우들
- 박규채 - 1982년 (공주갑부 김갑순), MBC텔레비젼 드라마

## 참고 자료
- 반민족문제연구소 (1993년 3월 1일). 〈김갑순 : 역대 조선총독 열전각을 건축한 공주 갑부 (박천우)〉. 《친일파 99인 2》. 서울: 돌베개. ISBN 9788971990124.
- 친일파 김갑순 손녀 수십억대 횡재[깨진 링크(과거 내용 찾기)] 한국일보 2005.09.14
- 친일파 김갑순 후손, 행정도시 주변 '조상땅' 되찾아 오마이뉴스 2005.09.14
- [조용헌의 八字기행] 조상 묫자리 덕에 구한말 갑부 된 김갑순…노비로 태어나 부동산 투기로 축재 매일경제 2012.07.30
- 공주갑부 김갑순 후손 대전일보 2005.09.15